# U Kunštátské kaple
U Kunštátské kaple är en kulle i Tjeckien.   Den ligger i regionen Hradec Králové, i den nordöstra delen av landet, 140 km öster om huvudstaden Prag. Toppen på U Kunštátské kaple är 1 041 meter över havet. U Kunštátské kaple ingår i Orlické Hory.
Terrängen runt U Kunštátské kaple är huvudsakligen lite kuperad.Runt U Kunštátské kaple är det mycket glesbefolkat, med 7 invånare per kvadratkilometer. Närmaste större samhälle är Rychnov nad Kněžnou, 15,7 km sydväst om U Kunštátské kaple. I omgivningarna runt U Kunštátské kaple växer i huvudsak blandskog.